# Kamila Augustyn
Kamila Anna Augustyn (ur. 14 stycznia 1982 w Słupsku) – polska badmintonistka, trener. Uczestniczka igrzysk olimpijskich w Pekinie 2008 i Londynie 2012.

## Kariera
W badmintona gra od 1992 r. w SKB Piaście Słupsk, zawodniczka SKB Suwałki. Odnosiła sukcesy w kategorii juniorów. Jej pierwszym znaczącym osiągnięciem był brązowy medal w singlu na Mistrzostwach Europy Juniorów w 1999 r. W 2001 r. zdobyła złoty medal w deblu oraz srebrny medal w singlu na Mistrzostwach Europy Juniorów.
Wielokrotna medalistka Mistrzostw Polski.
W roku 2008 wzięła udział w Igrzyskach Olimpijskich w Pekinie. Przepustkę na igrzyska wywalczyła już cztery lata wcześniej, ale wówczas jej partnerka z debla Nadia Kostiuczyk nie otrzymała zezwolenia na reprezentowanie barw Polski (miała polskie obywatelstwo krócej niż dwa lata, więc zgodę na jej udział w igrzyskach musiał wydać Komitet Olimpijski z Białorusi, a ten odmówił, więc polski debel pozostał w domu).
W 2012 wzięła udział w Igrzyskach Olimpijskich w Londynie w grze pojedynczej kobiet.
Po igrzyskach olimpijskich Londyn 2012 zrezygnowała z gry w reprezentacji Polski. Po zakończeniu kariery zawodniczej podjęła pracę trenera.

## Osiągnięcia
- złoty medal w deblu na Mistrzostwach Europy juniorów w 2001 r.
- srebrny medal w singlu na Mistrzostwach Europy juniorów w 2001 r.
- brązowy medal w singlu na Mistrzostwach Europy juniorów w 1999 r.
- złoty medal w singlu na Międzynarodowych Mistrzostwach Polski w 2002 r.
- złoty medal w deblu na Międzynarodowych Mistrzostwach Polski w 2002 r. i 2005 r.
- złoty medal w singlu na Indywidualnych Mistrzostwach Polski seniorów: 1999, 2001-2005, 2007-2013, 2015, 2018, 2019.
- złoty medal w deblu na Indywidualnych Mistrzostwach Polski seniorów: 2002-2008, 2010.
- złoty medal w grze mieszanej na Indywidualnych Mistrzostwach Polski seniorów: 2018.
- złote medale w deblu na Międzynarodowych Mistrzostwach: Portugalii (2004 r.), Szwecji (2004 r.), Szkocji (2004 r.), Czech (2005 r.), Słowacji (2005 r.)